# Dolichopus makarovi
Dolichopus makarovi är en tvåvingeart som beskrevs av Smirnov 1948. Dolichopus makarovi ingår i släktet Dolichopus och familjen styltflugor. Inga underarter finns listade i Catalogue of Life.